# Joseph Lauwereyns de Roosendaele
Joseph Bernard Lauwereyns de Roosendaele (Sint-Winoksbergen, 26 april 1745 - Parijs, 20 oktober 1821) was een geniekolonel in het Franse leger.

## Levensloop
Lauwereyns behoorde tot een oude Noord-Franse familie van kleine adel. Hij was een zoon van Joseph Lauwereyns, heer van Rozendaal (1692-1749), licentiaat in canoniek en burgerlijk recht, pensionaris van Sint-Winoksbergen), en van Bernardine Daenten (°1707).
Hij trouwde in 1783 met Anne-Marie-Hyacinthe Herwyn (1754-1826) en ze hadden een zoon en een dochter.
Lauwereyns was officier in het Franse leger en was onder meer actief in een regiment van de genie, behorende tot het keizerlijk leger.
In augustus 1808 werd hij, als militair, opgenomen in de empireadel met de titel ridder.